# Riesenfischuhu
Der Riesenfischuhu (Ketupa blakistoni, Synonym: Bubo blakistoni) ist eine Eulenart aus der Gattung der Fischuhus (Ketupa).

## Beschreibung
Der Riesenfischuhu erreicht eine Körpergröße von 60 bis 72 Zentimetern. Das Rückengefieder ist dunkelbraun und stark gezeichnet, das Bauchgefieder etwas blasser. Die Kehle ist weiß, die Iris orange-gelb und die Ohrenbüschel lang und breit-horizontal.

## Verbreitung und Ökologie

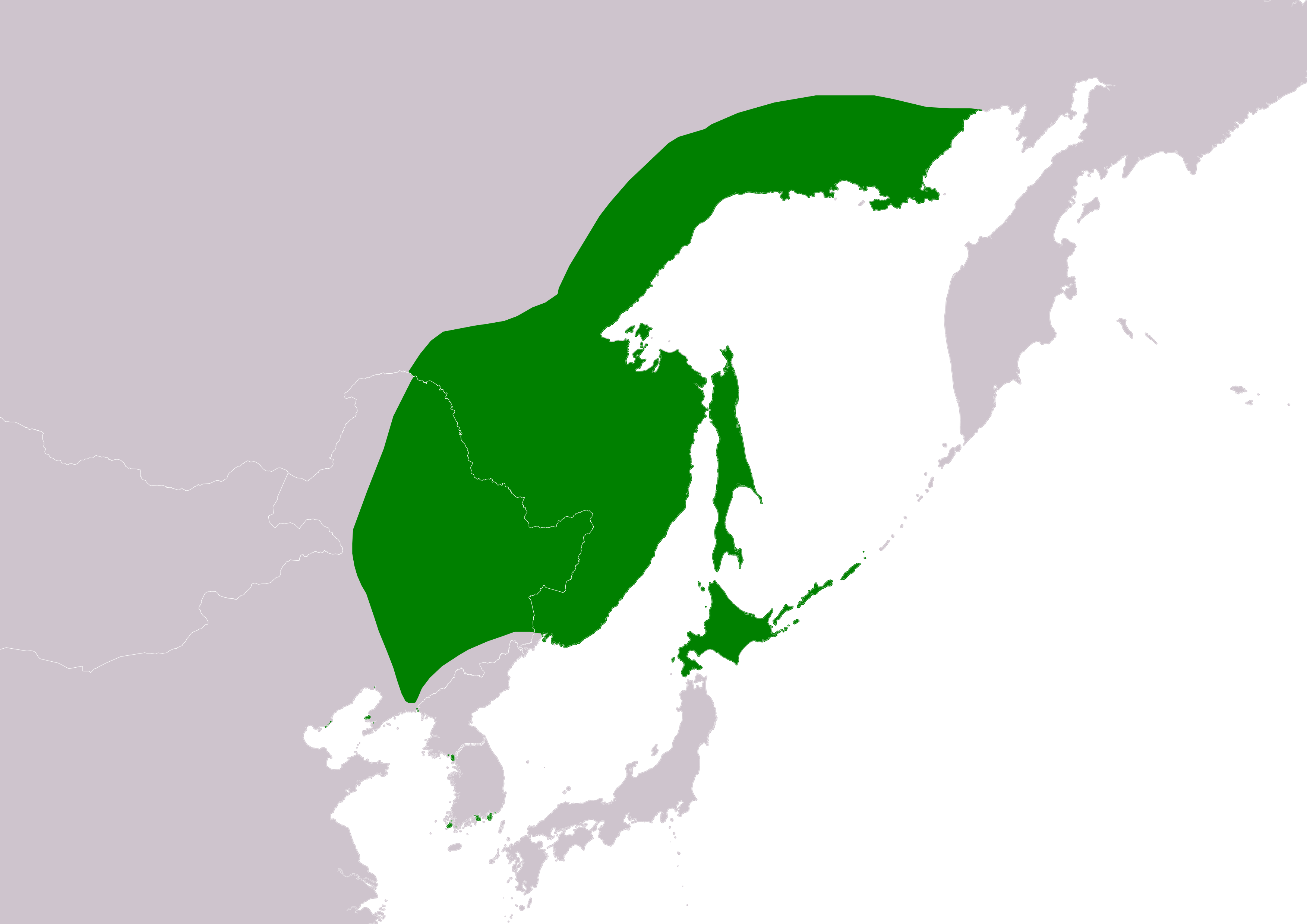
Verbreitung des Riesenfischuhus:
Ganzjähriges Vorkommen

Der Riesenfischuhu lebt in Russland, China und Japan in dichten Wäldern mit alten Bäumen für sein Nest (das er v. a. in Baumhöhlen anlegt) sowie nahen, auch im Winter nicht gefrierenden Gewässern für die Jagd. Er ernährt sich vor allem von Fischen, jagt gelegentlich aber auch Kleinsäugetiere, Vögel, Amphibien, Insekten und Krebstiere. Die Vögel sind überwiegend nachts aktiv, können aber auch in der Dämmerung sowie tagsüber jagen.
Besonders aufgrund des Lebensraumverlustes von waldgesäumten Flüssen ist diese Art in ihrem Bestand gefährdet. Man schätzt, dass heute noch weniger als 1.000 Tiere leben.

## Etymologie und Forschungsgeschichte
Die Erstbeschreibung des Riesenfischuhus erfolgte 1884 durch Henry Seebohm unter dem wissenschaftlichen Namen  Bubo blakistoni. Das Typusexemplar stammte von Hokkaidō. 1805 führte André Marie Constant Duméril die neue Gattung Bubo für die Uhu laut Linnaeus ein. Dieser Name leitet sich vom lateinischen »bubo, bubonis« für den »Uhu« ab. Der Artname »blakistoni« ist Thomas Wright Blakiston (1832–1891) gewidmet.

## Nachweise
- Factsheet auf BirdLife International